# Zohan: Krycí jméno Kadeřník
Zohan: Krycí jméno Kadeřník (v anglickém originále You Don't Mess with the Zohan) je americká filmová komedie z roku 2008. Režisérem filmu je Dennis Dugan. Hlavní role ve filmu ztvárnili Adam Sandler, Emmanuelle Chriqui, Rob Schneider, John Turturro a Nick Swardson.

## Obsazení
| Adam Sandler       | Zohan Dvir/Scrappy Coco |
| Emmanuelle Chriqui | Dalia Hakbarah          |
| Rob Schneider      | Salim                   |
| John Turturro      | Fatoush Hakbarah        |
| Nick Swardson      | Michael Klayman         |
| Lainie Kazan       | Gail Klayman            |
| Ido Mosseri        | Oori                    |
| Daoud Heidami      | Nasi                    |
| Chris Rock         | řidič taxi              |
| Henry Winkler      | sebe                    |
| Kevin James        | sebe                    |
| Mariah Carey       | sebe                    |
| John McEnroe       | sebe                    |
| George Takei       | sebe                    |
| Bruce Vilanch      | sebe                    |
| Judd Apatow        | ninja                   |